# Violet Elton

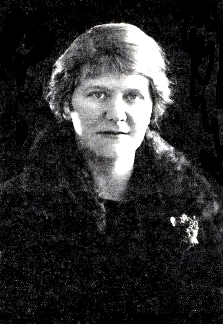
Violet Elton

Violet Helen Strachan Elton (* 13. Februar 1889 in Indien; † 4. März 1969 in Sidmouth) war eine englische Badmintonspielerin.

## Karriere
Nachdem sie ihre Kindheit in Indien verbracht hatte, gewann Violet Elton 1920 ihren ersten Titel bei den All England im Damendoppel mit Lavinia Clara Radeglia. Von 1928 bis 1930 siegte sie dort bei drei aufeinanderfolgenden Turnieren. Außerdem war sie bei den Scottish Open und Irish Open erfolgreich. Sie spielte für die Badmintonklubs Logan und Ealing.

## Sportliche Erfolge
| Saison | Veranstaltung           | Disziplin   | Platz | Name                                  |
| ------ | ----------------------- | ----------- | ----- | ------------------------------------- |
| 1920   | All England             | Damendoppel | 1     | Lavinia Clara Radeglia / Violet Elton |
| 1921   | All England             | Damendoppel | 2     | Lavinia Clara Radeglia / Violet Elton |
| 1926   | Irish Open              | Mixed       | 1     | Frank Hodge / Violet Elton            |
| 1926   | Irish Open              | Damendoppel | 1     | Marian Horsley / Violet Elton         |
| 1926   | All England             | Damendoppel | 1     | A. M. Head / Violet Elton             |
| 1927   | Scottish Open           | Damendoppel | 1     | Violet Elton / Marjorie Barrett       |
| 1928   | Irish Open              | Mixed       | 1     | Albert Edward Harbot / Violet Elton   |
| 1928   | Irish Open              | Damendoppel | 1     | Marjorie Barrett / Violet Elton       |
| 1928   | All England             | Damendoppel | 1     | Marjorie Barrett / Violet Elton       |
| 1929   | All England             | Damendoppel | 1     | Marjorie Barrett / Violet Elton       |
| 1930   | All England             | Damendoppel | 1     | Marjorie Barrett / Violet Elton       |
| 1930   | Berkshire Championships | Damendoppel | 1     | Marjorie Barrett / Violet Elton       |

## Belege
- Burke's Who's Who in Sport and Sporting Records. Burke,  London 1922
- All England Champions 1899-2007
- Statistiken des englischen Verbandes
- Biographie

| Personendaten    | Personendaten                                     |
| ---------------- | ------------------------------------------------- |
| NAME             | Elton, Violet                                     |
| ALTERNATIVNAMEN  | Elton, Violet Helen Strachan (vollständiger Name) |
| KURZBESCHREIBUNG | englische Badmintonspielerin                      |
| GEBURTSDATUM     | 13. Februar 1889                                  |
| GEBURTSORT       | Indien                                            |
| STERBEDATUM      | 4. März 1969                                      |
| STERBEORT        | Sidmouth                                          |